# Rodolfo Márquez
Rodolfo Márquez (San Isidro, 15 de mayo de 1885) fue un militar argentino que llegó a jefe del Estado Mayor; designado como interventor federal de facto en la Provincia de Santa Fe durante el golpe de estado de 1930.

## Biografía
Nació en San Isidro, Provincia de Buenos Aires, hijo de Manuel Márquez y Demetria Salguero. Contrajo matrimonio con Carmen Márquez Naón.

### Trayectoria Militar
En 1919, ingreso a la Escuela Superior de Guerra, egresando en 1921.
Egresó del Colegio Militar de la Nación como Subteniente de Infantería.
Fue interventor federal de facto de la provincia de Santa Fe en la Revolución de 1930. En 1931 fue puesto al frente de la Escuela de Infantería y nombrado Jefe del Regimiento 4 de Infantería.
Siendo ya coronel, en 1934, fue nombrado Comandante de la 2° División del Ejército.
Alcanzó el grado de General de Brigada en 1936.
Fue director general de Escuelas e Institutos del Ejército entre 1937 y 1938, director del Centro de Instrucción de Infantería entre 1938 y 1940, y jefe del Estado Mayor del Ejército en 1940 y 1941. Llegó a general de división en 1942.